# Sadashivgarh
Sadashivgarh o Sadashivgad és una antiga fortalesa del districte d'Uttara Kannada (North Kanara) a Karnataka a la riba nord de la desembocadura del Kali o Kala a 68 metres d'altura en un turó inaccessible pel costat del riu. Fou construït per un cap sonda entre 1674 i 1715. El 1752 els portuguesos van declarar la guerra al cap sonda i van ocupar el fort després d'un breu conflicte, i el van reforçar. El 1754 els portuguesos el van restaurar al cap sonda. El 1763 fou ocupat per Haidar Ali (pel general Fadl Ulla Khan) i el 1783 un destacament britànic manat pel general Mathew el va ocupar al seu torn per un temps. Després va estar en poder de Tipu Sultan fins al 1799. A la vora, al peu del turó, hi havia el poble de Chitakul (3.939 habitants el 1881) que donava nom a la comarca i apareix en molts autors (des de l'àrab Masudi el 900 al geògraf anglès Ogilvy el 1600) sota el nom de Sindabur, Chintabor, Cintabor, Cintapor, Cintacola, Cintacora, Chittakula, i Chitekula.